# پروجا
پروجا (به ایتالیایی: Perugia) یکی از شهرهای کشور ایتالیا است
پروجا مرکز ناحیه اومبریا و استان پروجا است که در نزدیکی رودخانه تیبر قرار دارد. در این شهر تنها دانشگاه ایتالیایی برای خارجیان بانام دانشگاه خارجیان قرار دارد.
پروجا یکی از مراکز مورد توجه هنری در ایتالیاست. پیترو وانوسی با نام مستعار پروجینو نقاش مشهور ایتالیایی در پروجا متولد شده است.از جمله افراد مشهور این شهر مونیکا بلوچی بوده است که سابقا در بخش حقوق دانشگاه پروجا حضور داشته است.

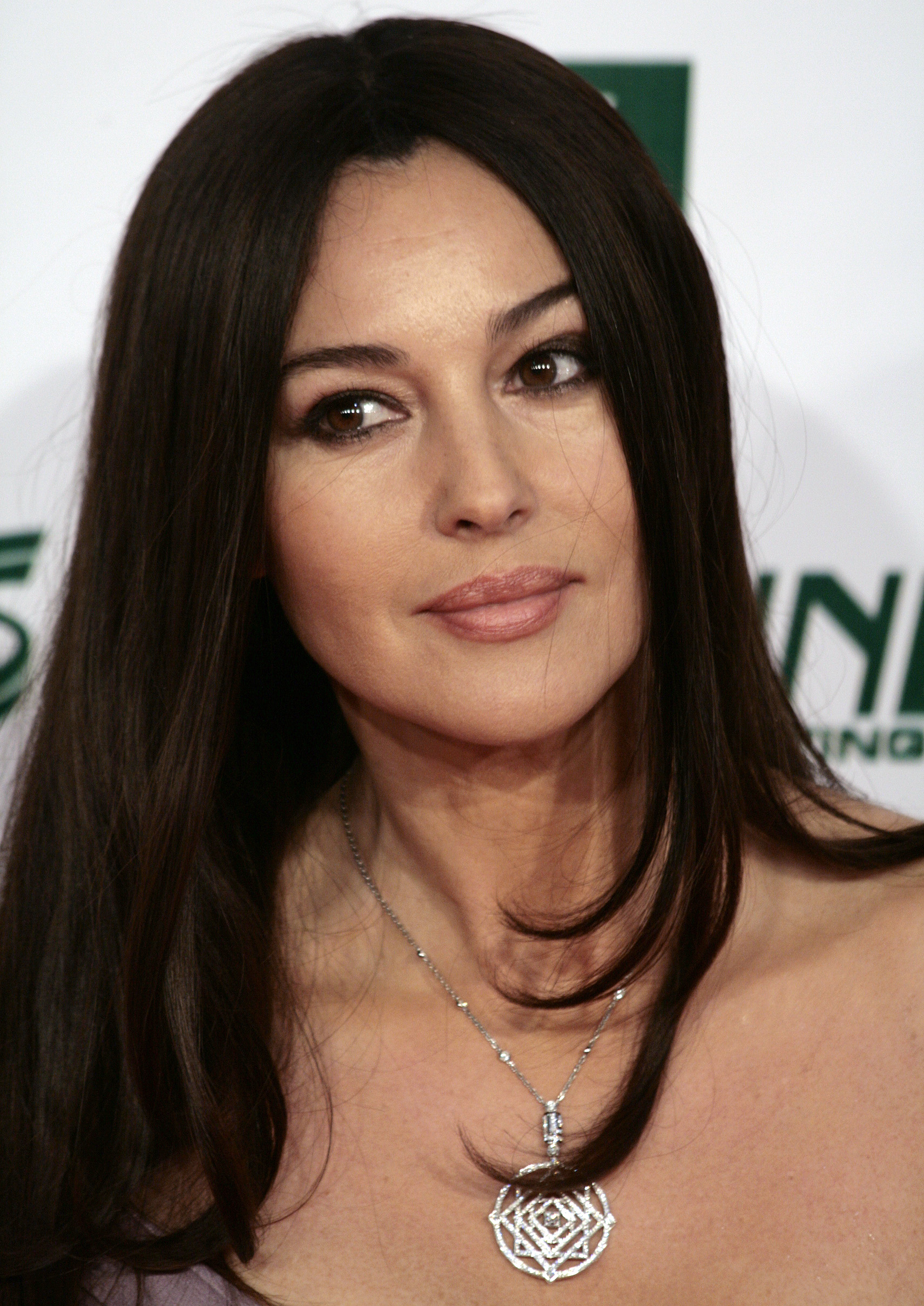